# Limonium rubescens
Espèce
Limonium rubescens est une espèce de plantes de la famille des Plumbaginaceae.